# 百祥镇
百祥镇，是中华人民共和国黑龙江省绥化市海伦市下辖的一个镇。
2014年2月27日，黑龙江省民政厅批复同意撤销百祥乡，设立百祥镇。

## 行政区划
百祥镇下辖以下地区：
百祥村、百义村、百增村、百合村、百胜村、百中村、百顺村和百信村。